# Victoria Summer
Victoria Summer (nascida em 15 de dezembro de 1981) é uma atriz, modelo e cantora inglesa. Depois de começar sua carreira em filmes de terror, Summer passou para papéis mais populares, começando pelo filme de Brian Herzlinger, How Sweet It Is . Ela interpretou Julie Andrews em Saving Mr. Banks, um filme de 2013 sobre a produção de Mary Poppins .
Summer começou sua carreira com uma bolsa de estudos na Arts Educational School, em Londres, e apareceu no Jubileu de Ouro da rainha Elizabeth II em 2002.

## Filmografia
| Ano  | Filme                           | Função                        | Notas         |
| ---- | ------------------------------- | ----------------------------- | ------------- |
| 2006 | The Zombie Diaries              | Leeann                        |               |
| 2011 | Dracula Reborn                  | Lina Harker                   |               |
| 2012 | Como é Doce                     | Cristina                      |               |
| 2013 | Salvando o Sr. Bancos           | Julie Andrews                 | Não creditado |
| 2013 | Ratpocalypse                    | Polina                        |               |
| 2014 | Transformers: A Era da Extinção | Assistente Executivo de Josué |               |
| 2014 | Terrordactyl                    | Tereza                        |               |
| 2016 | Game of Ases                    | Eleanor Morgan                |               |